# Hitman 2 (joc video din 2018)
Hitman 2 este un joc video sigur dezvoltat de IO Interactive și publicat de Warner Bros. Interactive Entertainment pentru Microsoft Windows, PlayStation 4 și Xbox One. Este al șaptelea joc din seria de jocuri video Hitman și este continuarea jocului Hitman din 2016. Jocul a fost lansat pe 13 noiembrie 2018 și a primit recenzii în general pozitive, criticii considerând că este o îmbunătățire față de predecesorul său.

## Legături externe
- Site web oficial

1. ↑  Humble Store
2. ↑  Steam
3. ↑  PlayStation Store
4. ↑  Microsoft Store
5. 1 2  Steam, accesat în 24 aprilie 2022
6. ↑  , Rock Paper Shotgun[*], 18 august 2020 https://www.rockpapershotgun.com/hitman-3-wont-have-ghost-mode-and-hitman-2-is-shutting-down-multiplayer-servers, accesat în 13 aprilie 2023 Lipsește sau este vid: |title= (ajutor)